# Rubén González (urugwajski piłkarz)
Ruben Adán González Acosta (ur. 17 lipca 1939) – urugwajski piłkarz, obrońca.
Jako piłkarz klubu Club Nacional de Football był w kadrze reprezentacji Urugwaju podczas ekwadorskiego turnieju Copa América w 1959 roku. Urugwaj grał wówczas znakomicie i zdobył mistrzostwo Ameryki Południowej. Ruben González zagrał we wszystkich czterech meczach - z Ekwadorem, Brazylią, Argentyną i Paragwajem.
Wciąż jako gracz Nacionalu znalazł się w kadrze reprezentacji Urugwaju podczas finałów mistrzostw świata w 1962 roku. Urugwaj odpadł już w fazie grupowej, a Ruben González nie wystąpił w żadnym meczu.